# Gastão Liberal Pinto
Gastão Liberal Pinto (* 22. April 1884 in São Paulo; † 24. Oktober 1945) war ein brasilianischer Geistlicher und römisch-katholischer Bischof von São Carlos do Pinhal.

## Leben
Gastão Liberal Pinto empfing am 6. März 1910 das Sakrament der Priesterweihe.
Am 24. März 1934 ernannte ihn Papst Pius XI. zum Titularbischof von Hippos und zum Koadjutorbischof von São Carlos do Pinhal. Der Erzbischof von São Paulo, Leopoldo Duarte e Silva, spendete ihm am 20. Mai desselben Jahres die Bischofsweihe; Mitkonsekratoren waren der Bischof von São Carlos do Pinhal, José Marcondes Homem de Melo, und der Weihbischof in Campinas, Joaquim Mamede da Silva Leite. Am 15. Oktober 1937 wurde Gastão Liberal Pinto in Nachfolge des verstorbenen José Marcondes Homem de Melo Bischof von São Carlos do Pinhal.